# O sétimo guardião
 (срп. Седми чувар) бразилска је теленовела, продукцијске куће Реде Глобо, снимана 2018. и 2019.

## Синопсис
У градићу Серо Азул, који као да је заустављен у времену, постоји извор магичних сила. Над њим бди седам чувара; градоначелник Еурико, просјак Фелисијано, делегат Машадо, лекар Арања, експерткиња у области езотерије Милу, мадам Ондина и главни чувар — усамљеник Ежидио. Они се брину о томе да тајна о извору не буде откривена и злоупотребљена. Изабрани тајним ритуалом, замењени су сваки пут када неко од њих премине. Извор надгледа и мачак Леон, бивши чувар кога су силе природе казниле да живот настави у телу животиње јер је прекршио једно од главних правила које каже да чувари не смеју засновати породицу.
За мачка је посебно везана лепа Луз де Луа, која се са истим споразумева погледом. Млада учитељица одмалена има мистериозне снове и визије нечега што ће се догодити у непосредној будућности. Ежидио умре, а мачак креће у потрагу за новим, седмим чуваром, будући да је то једини начин да скине проклетство са себе. Када младић по имену Габријел угледа црног мачора на улицама Сао Паула, осећа да мора да оде у Серо Азул, верујући да је његова судбина тамо. Он напушта своју вереницу пред олтаром и креће на пут, али стицајем околности заврши на ивици смрти. У живот га, користећи своје мистичне моћи враћа управо Луз, и њих двоје заљубљују се једно у друго.
Прича почиње када Габријел стигне у градић, а за њим долази и његова мајка Валентина, успешна пословна жена која је рођена у Серо Азулу, али се преселила у престоницу желећи да се обогати. Враћа се у завичај како би открила тајну извора, а савезника проналази у бескрупулозном возачу Сампаију. Такође, Валентина ће бити против Габријелове и Лузине љубави. Наиме, она жели да јој се син ожени Лауром, кћерком богаташа Олава, јер би је тај брак спасио банкротства. Ствари се додатно закомпликују када се у Серо Азул врати Лузина мајка Неиде, која је заправо крива за то што је Леон претворен у мачора — он јој је обећао да ће се старати о детету када је затруднела. На све то, Габријел је изабран за седмог чувара магичног извора и мораће да бира између мисије да штити извор и љубави према Луз.

## Улоге
| Глумац:               | Улога:                   |
| --------------------- | ------------------------ |
| Марина Руј Барбоза    | Луз де Луа Видал         |
| Бруно Галијасо        | Габријел Марсала         |
| Лилија Кабрал         | Валентина Марсала        |
| Тони Рамос            | Олаво Аражао             |
| Марсело Новаес        | Жозе Сампајо             |
| Жозе Лорето           | Еурико Роша              |
| Јана Лавине           | Лаура Аражао             |
| Едуардо Московис      | Леон                     |
| Кајо Блат             | Геандро Роша             |
| Бруна Линсмејер       | Лурдес Марија Леме       |
| Летисија Спилер       | Марилда Роша             |
| Дан Штулбах           | Еурико Роша              |
| Елизабет Савала       | Миртес Арања             |
| Ванеса Гијакомо       | Стела Арања              |
| Пауло Роша            | др Жозе Арања            |
| Ана Беатриз Ногејра   | Ондина Абајо             |
| Пауло Виљена          | Жоао Инасио Дијас        |
| Карол Дуарте          | Стефанија                |
| Каролина Дикман       | Афродите Зерзил          |
| Марсело Серадо        | Николау Зерзил           |
| Миљем Кортаз          | делегат Жубер Машадо     |
| Флавија Алесандра     | Рита де Касија Машадо    |
| Вивијане Араужо       | Неиде Асунсао            |
| Нани Пеопле           | Маркос Пауло             |
| Леополдо Пашеко       | Фелисијано Паташо        |
| Зезе Полеса           | Милу Негромонте          |
| Матеус Абреу          | Малтони Фераци           |
| Гила Бускасио         | Елиса Рангел             |
| Пауло Миклос          | Журандир Рангел          |
| Каио Мањенте          | Гиљерме Дијас Арања      |
| Маркос Карузо         | Состенес Видал           |
| Исабела Гарсија       | Жудит Алварез            |
| Еитор Мартинез        | Роберио Алварез          |
| Аилтон Гарза          | свештеник Рамиро         |
| Адријана Леса         | Клотилде                 |
| Роберто Бириндели     | Тобијас Лоунже           |
| Фернанда де Фреитас   | Луисе Мари Дешампс       |
| Теодоро Кошране       | Адамастор Дејвис Крафорд |
| Едуардо Сперони       | Роберто „Бебето”         |
| Лариса Ајрес          | Дијана Зерзил            |
| Габријел Стауфер      | Жорже Атала (син)        |
| Гвида Вијана          | Фирмина Асунсао          |
| Марсело Мело          | Фабим                    |
| Жулија Конрад         | Рајмунда Леме            |
| Луси Фереира          | Патрисио Насер           |
| Жулија Гајосо         | Патрисио Насер           |
| Жафар Бамбира         | Леонардо Лоунже          |
| Инес Пешото           | Марија до Сокоро         |
| Фелипе Инце           | Песања                   |
| Густаво Новаес        | Жорже Атала              |
| Жоси Песоа            | Лусијана                 |
| Лив Зиесе             | Катјуша                  |
| Мила Кармо            | Жануарија                |
| Симоне Зукато         | Лилијане                 |
| Талита Фуско          | Росеане                  |
| Фабио Токаи           | Жорже                    |
| Лиза Гомез            | Лусилене                 |
| Маурен Миранда        | Дида                     |
| Ана Паула Новелино    | Жане                     |
| Робсон Сантос         | Алфредо                  |
| Кауе Кампос           | Феижао                   |
| Ана Клара Гомез Коуто | Маргарет                 |
| Виторија Рангел       | Кристијана Зерзил        |
| Антонио Калони        | Ежидио Арантес           |
| Пауло Бети            | Ипиранга Питигвари       |
| Луиза Томе            | Скарлет Вилијамс         |